# Nothocalais nigrescens
Nothocalais nigrescens là một loài thực vật có hoa trong họ Cúc. Loài này được (L.F.Hend.) A.Heller mô tả khoa học đầu tiên năm 1900.